# Compsoptera violentaria
Compsoptera violentaria är en fjärilsart som beskrevs av Hugo Theodor Christoph 1880. Compsoptera violentaria ingår i släktet Compsoptera och familjen mätare. Inga underarter finns listade i Catalogue of Life.